# Керсново (Підляське воєводство)
Керсново (пол. Kiersnowo) — село в Польщі, у гміні Бранськ Більського повіту Підляського воєводства. Населення — 115 осіб (2011).

## Історія
У 1975—1998 роках село належало до Білостоцького воєводства.

## Демографія
Демографічна структура станом на 31 березня 2011 року:
|          | Загалом | Допрацездатний вік | Працездатний вік | Постпрацездатний вік |
| -------- | ------- | ------------------ | ---------------- | -------------------- |
| Чоловіки | 65      | 13                 | 44               | 8                    |
| Жінки    | 50      | 9                  | 22               | 19                   |
| Разом    | 115     | 22                 | 66               | 27                   |